# イオックス・アローザ
イオックス・アローザ(IOX-AROSA)は、富山県南砺市才川七にあるスキー場である。

## スキー場

### 概要
奥医王山（標高939m）の東側斜面に造られたスキー場。縦長のゲレンデ配置により全長3,100mのロングクルージングが可能。またスイスのアローザと提携しており、コテージやチャペルといった設備の充実したスキーリゾートの趣きが強い。クロスカントリーコースはフルコース1周5km、ショートカットコース1周3kmであり、雪のない季節はマウンテンバイクコースとなる。
日本国内の既存のスキー場と比較して特徴を出すため、ヨーロッパ風のスキー場を目指すこととして『IOXアローザスキー場』と命名した。『IO』は医王山、『X』は未知の可能性、無限の広がりを意味する。『アローザ』はスイス・グラウビュンテン州アローザスキー場からの命名である。
ゲレンデ上部からは砺波平野の散居村が臨める。また、オフシーズンの夏季には広い駐車場を利用した自動車競技が盛んである。

### 歴史
1989年、自治省（現在の総務省）のふるさとづくり特別対策事業により建設に着手。事業費は約57億円。1990年には、福光町と72の企業、個人ら約4億円を出資して運営会社が設立された。同年4月18日に安全祈願祭が行われ、同日に名称が『IOXアローザスキー場』に決定。1991年9月8日にはスイス・アローザスキー場と友好協定が調印され、同年12月21日開業（当時はゴンドラ1基とペアリフト4基のみ）。
1992年12月19日には、スイス風コテージ『IOXヴァルト』が完成。1998年12月25日には、ナイター用照明施設が設置された。ゴンドラを利用したナイタースキー場は全国的に珍しく、日本国内では北海道・岩手県に次いで3番目となった。
IOX-AROSA声楽サマー・セミナーが8月初旬に1994年から2013年まで20年間開かれ、フィオレンツァ・コッソットや塚田佳男をはじめ、国内外の声楽家が講師として教えた。
2023年9月9日、ゴンドラ山頂駅近くに山のテラス（幅3m、長さ17m）およびドッグラン（380m2）が完成した。

### 索道
イオックス・アローザでは以下のゴンドラ・リフトが設置されている。ゴンドラは冬季以外でもラベンダー（夏期）やキバナコスモス（秋季）の観賞用に運行される又ナイトゴンドラもある。
| 索道名                 | 距離   | 標高差 | 毎時輸送力 |
| ---------------------- | ------ | ------ | ---------- |
| ゴンドラ（6人乗り）    | 1,649m | 417m   | 1,800人    |
| 第1ペア                | 377m   | -      | 1,200人    |
| 第2ペア                | 377m   | -      | 1,200人    |
| 第3ペア                | 653m   | -      | 1,200人    |
| 第4ペア                | 239m   | -      | 1,200人    |
| 第5ペアA（現在休止中） | 666m   | -      | 1,200人    |
| 第5ペアB               | 406m   | -      | 1,200人    |

### コース
- ハイジコース(600m)：ゲレンデの一番麓の緩斜面。
- エンジェルコース(1,750m)：上部ゲレンデからハイジコースまでの中上級者向けのコース。
- ハミングコース(500m):エンジェルコース上部は最大斜度33度とかなり急なための迂回コース。
- ヨーデルコース(500m)：スキー場唯一の非圧雪コース。
- シラハギコース(600m)：ゴンドラ山頂駅からの中斜面。
- アサギリコース(1,050m)：ゴンドラ山頂駅からの緩斜面。
- シャクナゲコース(1,000m)：上部ゲレンデのメインコース。以前はさらに上部までコースが伸びていたが、それに沿うリフトが休止中のため滑走はできない。

### 施設
- ナイター設備あり
- レンタルショップ
- スクール（スキー、スノーボード）
- 入浴施設
- キッズルーム
- 駐車場（1,500台、無料）

## その他施設
- オートキャンプ場
- ドッグラン
- ジムカーナコース
- 温泉入浴施設「IOXクルム」

## 交通
- 東海北陸自動車道福光ICより約15分
- 西日本旅客鉄道（JR西日本）城端線福光駅よりタクシーで約10分。なお、イオックス・アローザを発着する路線バスは運行していない。
- スキーシーズンには富山市などから臨時バスが運行することがある。